# (46) Hestia
(46) Hestia es un asteroide perteneciente al cinturón de asteroides descubierto por Norman Robert Pogson desde el observatorio Radcliffe de Oxford, Reino Unido, el 16 de agosto de 1857. Está nombrado por Hestia, una diosa de la mitología griega.

## Características orbitales
Hestia está situado a una distancia media de 2,525 ua del Sol, pudiendo alejarse hasta 2,959 ua y acercarse hasta 2,091 ua. Tiene una inclinación orbital de 2,345° y una excentricidad de 0,1717. Emplea 1466 días en completar una órbita alrededor del Sol.